# Asociación Uruguaya de Fútbol
La Asociación Uruguaya de Fútbol (AUF) es el cuerpo gobernante del fútbol de Uruguay. Fue fundada el 30 de marzo de 1900, y es uno de los miembros fundadores de la Conmebol (1916) y miembro de la FIFA desde 1922.
Surgió bajo el nombre de Uruguayan Association Football League (UAFL), mientras que en 1905 pasó a llamarse Liga Uruguaya de Football y en 1915 Asociación Uruguaya de Football. Su castellanización llegaría recién en 1970. 
Históricamente la Asociación Uruguaya de Fútbol es el único ente oficial y quien está a cargo de la organización de la selección nacional, así como de los campeonatos oficiales de fútbol.

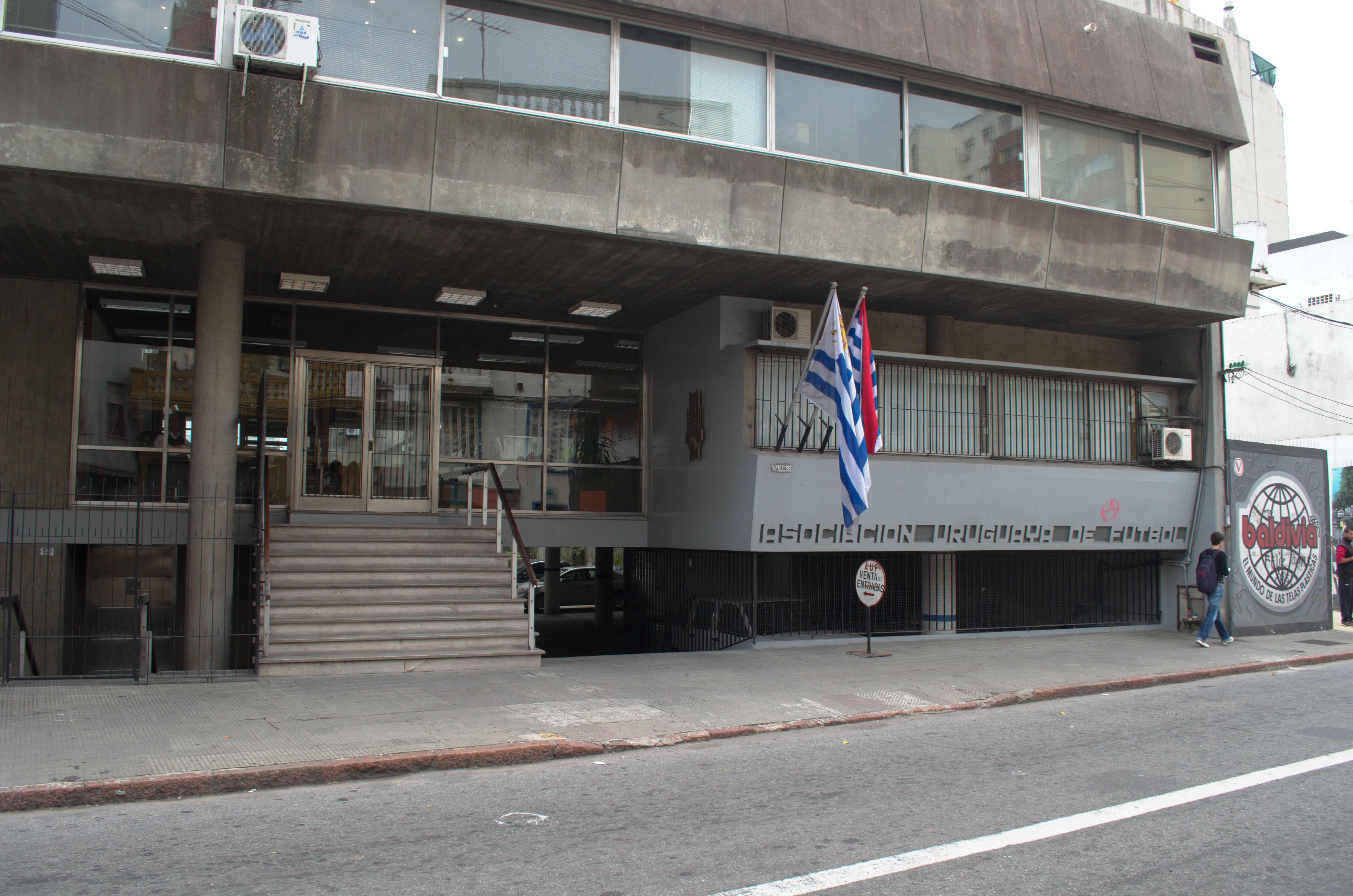
Actual sede de la Asociación Uruguaya de Fútbol.

## Historia

Primera sede de la Asociación Uruguaya de Fútbol sobre la Avenida 18 de Julio.

La Asociación Uruguaya de Fútbol se funda el 30 de marzo de 1900, por iniciativa de Enrique Cándido Lichtenberger, dirigente del Albion Football Club, quien envió las invitaciones a los clubes Central Uruguay Railway Cricket Club, Deutscher Fussball Klub y Uruguay Athletic para formar esta nueva liga. Estos cuatro equipos fueron los clubes fundadores de la Asociación, y a su vez, los participantes del primer Campeonato Uruguayo de Fútbol, disputado ese mismo año. El primer presidente fue Pedro Charter, del CURCC.
En 1916 la AUF, en conjunto con las asociaciones de fútbol de Argentina, Brasil y Chile, fundaron la Conmebol, que siete años más tarde se afilió a la FIFA. Incluso la primera sede de la Confederación funcionó en Montevideo.
En el año 1922, se produjo un cisma dentro de la organización, y el grupo disidente decidió fundar una nueva federación, la Federación Uruguaya de Football (FUF). Esta situación se extendió hasta 1926, cuando, tras la intervención del gobierno uruguayo, se fusionan la FUF y la vieja AUF en una única asociación.
En la actualidad, es una de las asociaciones de fútbol más laureadas a nivel mundial, con dos Copas del Mundo (1930 y 1950), y dos medallas de oro en los juegos olímpicos (1924 y 1928) reconocidos por la FIFA como campeonatos del mundo. La legitimidad de los títulos también se confirma por el hecho de que la federación mundial permite a la Celeste mostrar cuatro estrellas en la camiseta. Según la regulación de la FIFA, cada estrella es equivalente a un mundial conquistado.

### Denominación
Fue fundada con el nombre de The Uruguay Association Football League. En 1905, con la presidencia de don Félix Ortiz de Taranco, pasa a denominarse Liga Uruguaya de Football, mientras que en 1915, siendo Presidente el Dr. Juan Blengio Roca, cambia a Asociación Uruguaya de Football. Esta denominación se mantiene hasta la instauración del régimen profesional, el 6 de abril de 1932, cuando se crea la Liga Uruguaya de Football Profesional, con el Dr. Mario Ponce de León como su presidente. Retoma el anterior nombre de Asociación Uruguaya de Football un 30 de junio de 1936, siendo Presidente el Dr. Raúl Jude. Se completó la castellanización total del término football y se llegó a su actual denominación (Asociación Uruguaya de Fútbol) en 1970, bajo la presidencia de Don Américo Gil.

### Escándalo e intervención de la FIFA
El 28 de julio de 2018, se filtraron grabaciones de conversaciones del año 2016 entre Wilmar Valdez, presidente de la AUF, y Walter Alcántara, empresario vinculado al fútbol. Este último representaba a una empresa que se había presentado a una licitación para instalar cámaras de identificación facial en algunos estadios de Montevideo. La empresa había perdido el concurso frente a otra, que luego se supo la había superado ampliamente en eficiencia en las pruebas realizadas a los dispositivos de seguridad que presentaban. Sin embargo, en los audios grabados, se escuchan comentarios de Valdez en los que señalaba que ya estaba predeterminada la empresa que iba a ganar antes de realizarse la licitación, porque así lo había dispuesto el Ministerio del Interior. Estas revelaciones, entre otras, y considerando la falta de apoyo que tenía Valdez, lo hicieron desistir de presentarse a las elecciones de la AUF (fijadas para el 31 de julio) y renunciar a la presidencia, el 30 de julio. Los otros candidatos a la presidencia, Arturo del Campo y Eduardo Abulafia, no obtuvieron los votos suficientes en las elecciones, por lo que se dispuso un cuarto intermedio hasta el 21 de agosto. Sin embargo, el mismo 21 de agosto, la FIFA decide intervenir la AUF a raíz de las irregularidades que estaban ocurriendo y porque los estatutos de la AUF no se habían ajustado a los que exigía la máxima organización de fútbol mundial. La intervención supuso la creación de un comité de regularización que se encargarÍa de administrar la AUF, ajustar los estatutos, y organizar elecciones, extendiéndose su mandato hasta el 28 de febrero de 2019. El 29 de agosto asumen, como presidente, vicepresidente e integrante del comité de regularización, el senador Pedro Bordaberry, el futbolista Andrés Scotti y el diputado Armando Castaingdebat, respectivamente. Por otro lado, se integran a un comité consultivo, nexo entre el comité de regularización y la FIFA, el expresidente de Nacional, Eduardo Ache, y el exdirigente de Peñarol, Fernando Goldie. Las potestades del comité eran las siguientes:
- Acordar y firmar el nuevo contrato del cuerpo técnico de la Selección Uruguaya de Fútbol.
- Si lo entendía pertinente, abordar el tema de los derechos de televisión del fútbol local.
- Cambiar o sugerir las estructuras de los campeonatos.
- Auditar el manejo financiero.

Entretanto, había finalizado el contrato de Tábarez como entrenador de la selección luego del Mundial de Rusia. Si bien inicialmente existían intenciones de renovar el contrato, a partir del escándalo descripto y la falta de un gobierno definitivo en la AUF, la decisión se pospuso. Hasta la elección de un entrenador, Fabián Coito se hizo cargo de forma interina de la selección, dirigiendo su primer y único partido frente a México con goleada 4:1, el 7 de septiembre, en Houston, Estados Unidos.

### Regreso y despido de Óscar Tabárez como entrenador
El 21 de septiembre de 2018, Tabárez firma contrato con la AUF (intervenida por el Comité de Regularización de la FIFA) hasta la Copa Mundial de Fútbol de 2022, comenzando una nueva etapa al frente de la selección nacional masculina absoluta y finalizando con el interinato de Fabián Coito.
Sin embargo, fue cesado de su cargo el 19 de noviembre de 2021, tras una serie de malos resultados en las eliminatorias rumbo a la Copa Mundial de Fútbol de 2022.

### Expansión de la AUF
En los últimos años la AUF ha expandido su marca, recuperado derechos sobre sus productos e intentado posicionar a la selección uruguaya en el mercado internacional. Una muestra de ello es la generación de la señal televisiva AUF TV.

## Escudo

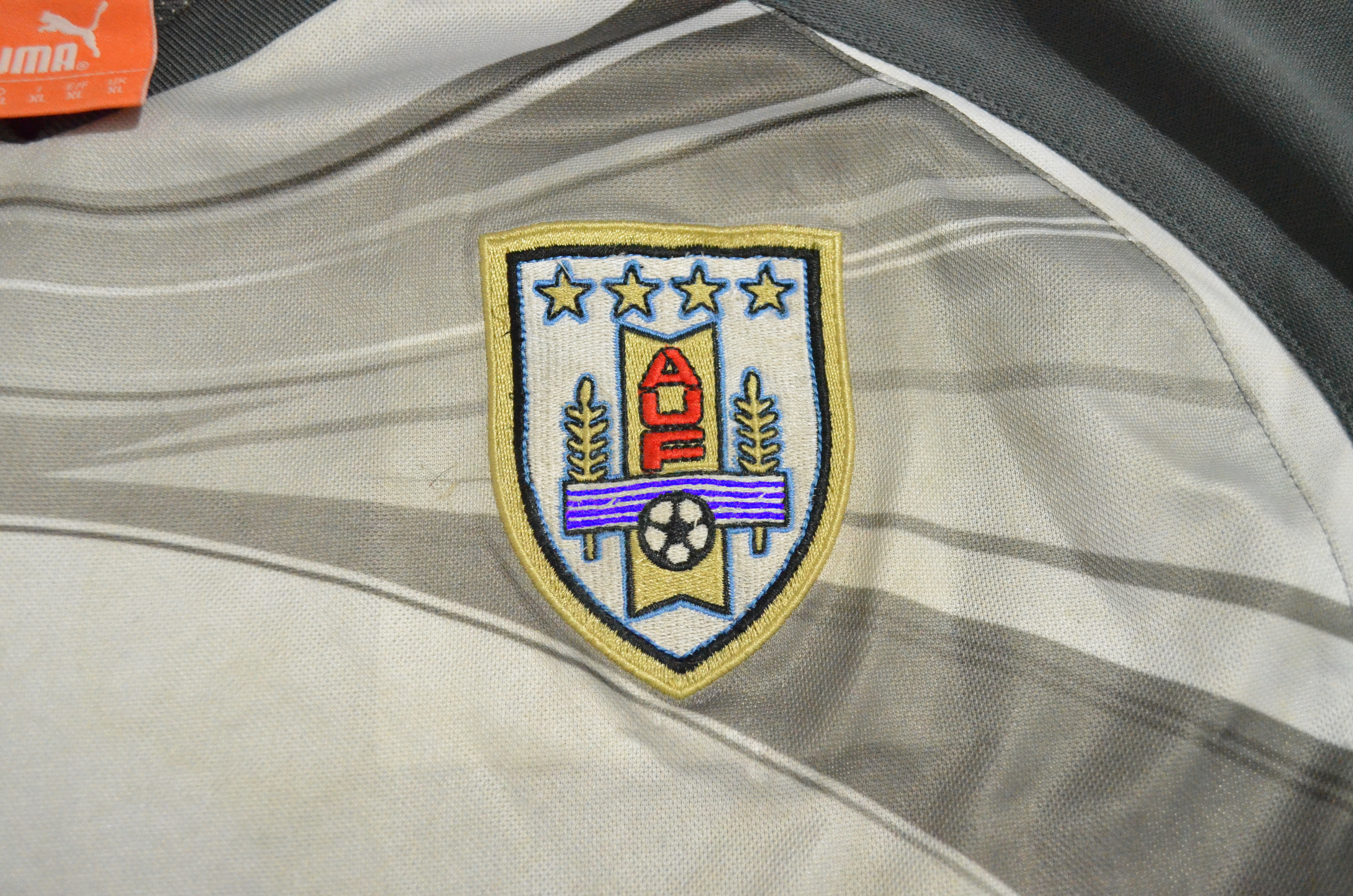
Escudo del seleccionado charrúa, en un equipo de entrenamiento de la empresa Puma.

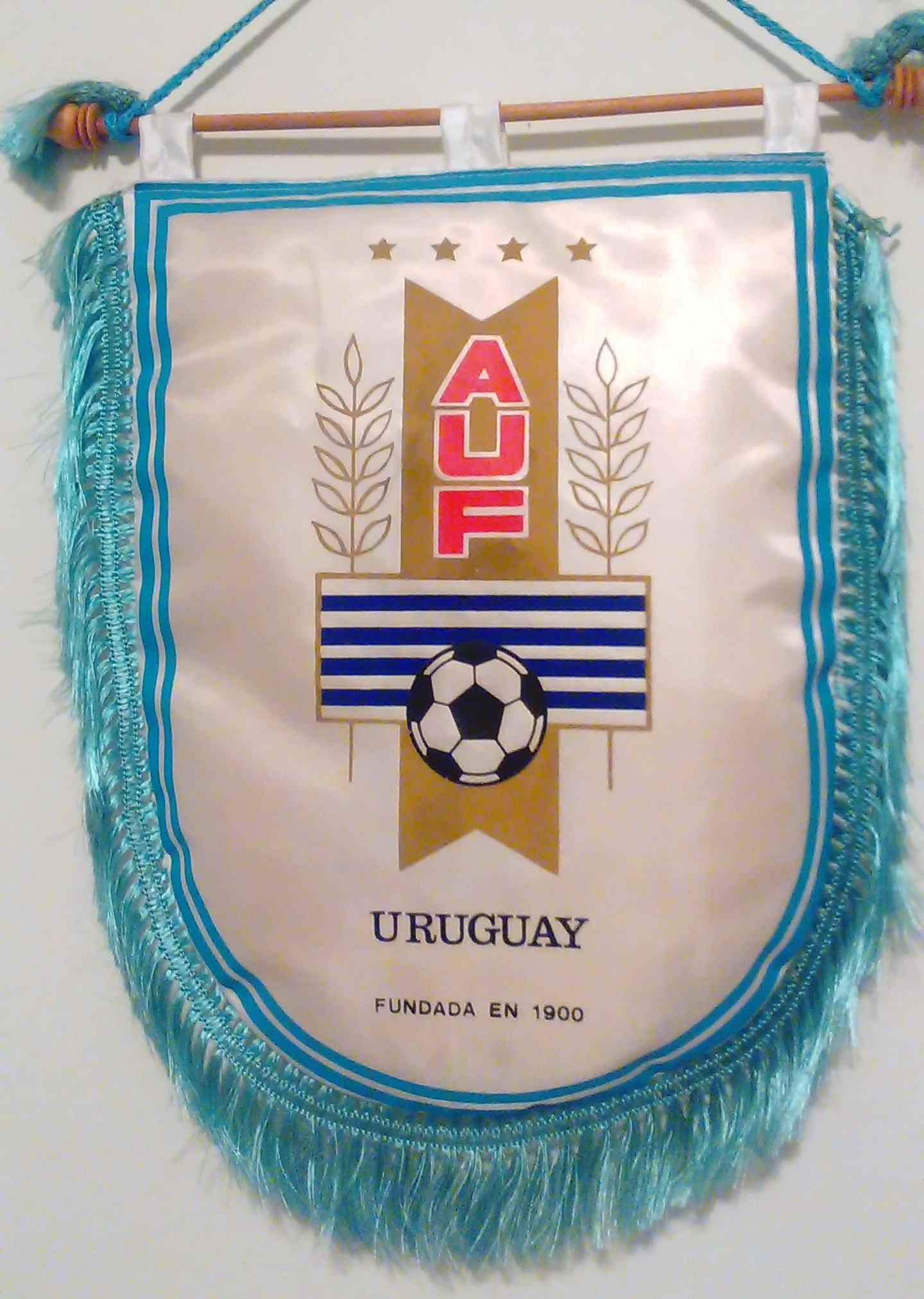
Banderín del seleccionado nacional, con el escudo de la AUF.

El escudo de la Asociación Uruguaya de Fútbol se compone de una especie de listón dorado en posición vertical, que en la parte superior de esta figura contiene las siglas AUF en rojo, mientras que por debajo de dichas letras es atravesado por cinco franjas blancas y cuatro azules, que representan la bandera uruguaya (sin el sol). Por encima de dichos bastones, se coloca una pelota de fútbol.
A los costados del escudo se colocan dos espigas, y por encima del logo se encuentran cuatro estrellas que representan las cuatro consagraciones de "la Celeste" a nivel mundial. La FIFA solo permite a los seleccionados utilizar estrellas como distinción de los triunfos en los campeonatos mundiales, y si bien dos de las estrellas uruguayas corresponden a consagraciones en el contexto de los Juegos Olímpicos, son reconocidas por la FIFA como Campeonatos del Mundo, ya que fueron torneos de fútbol organizados por dicho organismo.
Para su mejor observación en las distintas equipaciones deportivas nacionales, el escudo es delimitado por una línea de forma triangular dorada, mientras que el interior de la figura es blanca.

## Presidentes
Esta es una lista cronológica de los presidentes de la AUF. No se incluyen los presidentes interinos.
| Mandato | Periodo     | Nombre                 |
| ------- | ----------- | ---------------------- |
| 1°      | 1900        | Pedro Charter          |
| 2°      | 1901        | William Poole          |
| 3°      | 1902        | Carlos Rowland         |
| 4°      | 1903 - 1904 | Jorge Clulow           |
| 5°      | 1905        | Félix Ortiz de Taranco |
| 6°      | 1906        | Jorge Clulow           |
| 7°      | 1907 - 1912 | Héctor Rivadavia Gómez |
| 8°      | 1913 - 1914 | Abelardo Véscovi       |
| 9°      | 1915 - 1918 | Juan Blengio Rocca     |
| 10°     | 1919        | Dr. Ángel Colombo      |
| 11°     | 1920 - 1921 | León Peyrou            |
| 12°     | 1922 - 1923 | José M. Reyes Lerena   |
| 13°     | 1924 - 1925 | Atilio Narancio        |
| 14°     | 1926        | Héctor Rivadavia Gómez |
| 15°     | 1927 - 1930 | Raúl Jude              |
| 16°     | 1931        | César Batlle Pacheco   |
| 17°     | 1932 - 1933 | Mario Ponce De León    |
| 18°     | 1934 - 1937 | Raúl Jude              |
| 19°     | 1938 - 1939 | Aníbal Garderes        |
| 20°     | 1940 - 1941 | Héctor Gerona          |
| 21°     | 1942        | Cyro Giambruno         |
| 22°     | 1943 - 1952 | César Batlle Pacheco   |
| 23°     | 1953 - 1956 | Miguel Ángel Cattaneo  |
| 24°     | 1957 - 1960 | Fermín Sorhueta        |
| 25°     | 1961 - 1963 | Omar Porciúncula       |
| 26°     | 1964        | Américo Gil            |
| 27°     | 1965 - 1966 | Bdier. Conrado Sáez    |
| 28°     | 1967 - 1969 | Julio Lacarte Muró     |
| 29°     | 1970 - 1972 | Américo Gil            |
| 30°     | 1973        | Fermín Sorhueta        |
| 31°     | 1974 - 1976 | Héctor del Campo       |
| 32°     | 1976        | Carlos Queraltó        |
| 33°     | 1977 - 1978 | Mario Garbarino        |
| 34°     | 1978 - 1980 | Yamandú Flangini       |
| 35°     | 1981 - 1982 | Matías Vázquez         |
| 36°     | 1983 - 1986 | Héctor Joanicó         |
| 37°     | 1986        | Miguel Volonterio      |
| 38°     | 1987        | Dr. Donato Griecco     |
| 39°     | 1988 - 1989 | Julio C. Franzini      |
| 40°     | 1989 - 1990 | Julio César Maglione   |
| 41°     | 1991 - 1993 | Hugo Batalla           |
| 42°     | 1993 - 1994 | Mortimer Valdez        |
| 43°     | 1994 - 1996 | Carlos Maresca         |
| 44°     | 1997 - 2006 | Eugenio Figueredo      |
| 45°     | 2006 - 2008 | José Luis Corbo        |
| 46°     | 2008 - 2009 | Washington Rivero      |
| 47°     | 2009 - 2014 | Sebastián Bauzá        |
| 48°     | 2014 - 2018 | Wilmar Valdez          |
| 49°     | 2019 - act. | Ignacio Alonso         |

## Fútbol masculino
La AUF organiza los torneos nacionales de fútbol, alrededor de las dos divisiones profesionales del campeonato (Primera División (Liga AUF Uruguaya) y Segunda División), así como también con la Primera División Amateur (Divisional C) y Segunda División Amateur (Divisional D), donde participan los equipos amateurs del Área Metropolitana de Montevideo y sirve como tercer escalón en la pirámide. Para los clubes amateurs del resto del país existe la Organización del Fútbol del Interior (OFI), federación afiliada a la AUF, pero de forma autónoma.
La siguiente es una lista de los equipos que disputan los campeonatos oficiales en sus respectivas categorías durante la Temporada 2025. De los 70 clubes afiliados a la AUF que compiten en la rama masculina, 49 son de Montevideo y solo 21 corresponden a localías de otros departamentos, lo cual representa un 70% de equipos capitalinos, ubicados además en las principales divisionales.
| Boston River (Montevideo)           |
| Cerro (Montevideo)                  |
| Cerro Largo (Montevideo)            |
| Danubio (Montevideo)                |
| Defensor Sp. (Montevideo)           |
| Juventud (Canelones)                |
| Liverpool (Montevideo)              |
| Miramar Misiones (Montevideo)       |
| Montevideo City Torque (Montevideo) |
| Montevideo Wanderers (Montevideo)   |
| Nacional (Montevideo)               |
| Peñarol (Montevideo)                |
| Plaza Colonia (Colonia)             |
| Progreso (Montevideo)               |
| Racing (Montevideo)                 |
| River Plate (Montevideo)            |

| Albion (Montevideo)             |
| Artigas (Artigas)               |
| Atenas (Maldonado)              |
| Central Español (Montevideo)    |
| Cerrito (Montevideo)            |
| Colón (Montevideo)              |
| Dep. Maldonado (Maldonado)      |
| Fénix (Montevideo)              |
| La Luz (Montevideo)             |
| Oriental (Canelones)            |
| Rampla Juniors (Montevideo)     |
| Rentistas (Montevideo)          |
| Tacuarembó (Tacuarembó)         |
| Uruguay Montevideo (Montevideo) |

| Alto Perú (Montevideo)          |
| Basáñez (Montevideo)            |
| Bella Italia (Soriano)          |
| Bella Vista (Montevideo)        |
| Canadian (Montevideo)           |
| Cooper (Montevideo)             |
| Deportivo Colonia (Colonia)     |
| Deportivo Italiano (Montevideo) |
| Deutscher (Montevideo)          |
| Durazno (Durazno)               |
| Frontera Rivera (Rivera)        |
| Huracán (Montevideo)            |
| Huracán Buceo (Montevideo)      |
| Lito (Montevideo)               |
| Los Halcones (Montevideo)       |
| Mar de Fondo (Montevideo)       |
| Parque del Plata (Canelones)    |
| Paysandú (Paysandú)             |
| Platense (Montevideo)           |
| Potencia (Montevideo)           |
| Rocha (Rocha)                   |
| Salto (Salto)                   |
| Salus (Montevideo)              |
| Sud América (Montevideo)        |
| Terremoto (Montevideo)          |
| Villa Española (Montevideo)     |
| Villa Teresa (Montevideo)       |

| Academia (Montevideo)                |
| Deportivo C.E.M. (Montevideo)        |
| Dilio Sport (Canelones)              |
| Deportivo LSM (Canelones)            |
| Estudiantes del Plata (Canelones)    |
| Keguay (Canelones)                   |
| Melilla (Montevideo)                 |
| Montevideo Boca Juniors (Montevideo) |
| Nuevo Casabó (Montevideo)            |
| Paso de la Arena (Montevideo)        |
| Real Montevideo (Montevideo)         |
| Rincón de Carrasco (Canelones)       |

### Títulos de Liga por equipo
| Equipo                           | Departamento | Campeón | Subcampeón | Años de los campeonatos |
| -------------------------------- | ------------ | ------- | ---------- | --- |
| Peñarol/CURCC                    | Montevideo   | 52      | 40         | 1900, 1901, 1905, 1907, 1911, 1918, 1921, 1928, 1929, 1932, 1935, 1936, 1937, 1938, 1944, 1945, 1949, 1951, 1953, 1954, 1958, 1959, 1960, 1961, 1962, 1964, 1965, 1967, 1968, 1973, 1974, 1975, 1978, 1979, 1981, 1982, 1985, 1986, 1993, 1994, 1995, 1996, 1997, 1999, 2003, 2009-10, 2012-13, 2015-16, 2017, 2018, 2021, 2024 |
| Nacional                         | Montevideo   | 49      | 44         | 1902, 1903, 1912, 1915, 1916, 1917, 1919, 1920, 1922, 1923, 1924, 1933, 1934, 1939, 1940, 1941, 1942, 1943, 1946, 1947, 1950, 1952, 1955, 1956, 1957, 1963, 1966, 1969, 1970, 1971, 1972, 1977, 1980, 1983, 1992, 1998, 2000, 2001, 2002, 2005, 2005-06, 2008-09, 2010-11, 2011-12, 2014-15, 2016, 2019, 2020 y 2022            |
| Defensor Sporting                | Montevideo   | 4       | 10         | 1976, 1987, 1991, 2007-08 |
| Danubio                          | Montevideo   | 4       | 4          | 1988, 2004, 2006-07, 2013-14 |
| River Plate F. C. (desaparecido) | Montevideo   | 4       | -          | 1908, 1910, 1913, 1914 |
| Montevideo Wanderers             | Montevideo   | 3       | 8          | 1906, 1909, 1931 |
| Rampla Juniors                   | Montevideo   | 1       | 5          | 1927 |
| Bella Vista                      | Montevideo   | 1       | 1          | 1990 |
| Liverpool                        | Montevideo   | 1       | 1          | 2023 |
| Central Español                  | Montevideo   | 1       | -          | 1984 |
| Progreso                         | Montevideo   | 1       | -          | 1989 |
| Albion                           | Montevideo   | -       | 1          | |
| Universal (desaparecido)         | Montevideo   | -       | 1          | |
| Cerro                            | Montevideo   | -       | 1          | |
| River Plate                      | Montevideo   | -       | 1          | |
| Rentistas                        | Montevideo   | -       | 1          | |

### Títulos menores dentro la Liga
Tabla con los títulos conquistados de torneos integrados dentro del propio sistema de competición del Campeonato Uruguayo.
Nota: El Torneo Clasificatorio únicamente determinaba qué equipos disputaban el Apertura y Clausura, y cuáles deberían competir por la permanencia, pero no acumulaba puntajes para la Tabla Anual. De todas formas, era un torneo oficial parte de la Liga Uruguaya y determinante para definir el campeón uruguayo.
| Equipo               | Departamento | Total | Torneos Apertura | Torneos Clausura | Torneos Intermedio | Torneos Clasificatorio |
| -------------------- | ------------ | ----- | ---------------- | ---------------- | ------------------ | ---------------------- |
| Nacional             | Montevideo   | 23    | 12               | 7                | 4                  | -                      |
| Peñarol              | Montevideo   | 19    | 7                | 10               | -                  | 2                      |
| Defensor Sporting    | Montevideo   | 8     | 4                | 4                | -                  | -                      |
| Danubio              | Montevideo   | 7     | 3                | 3                | -                  | 1                      |
| Liverpool            | Montevideo   | 5     | 1                | 2                | 2                  | -                      |
| Plaza Colonia        | Colonia      | 2     | 1                | 1                | -                  | -                      |
| Rocha                | Rocha        | 1     | 1                | -                | -                  | -                      |
| Montevideo Wanderers | Montevideo   | 1     | -                | 1                | -                  | -                      |
| Rentistas            | Montevideo   | 1     | 1                | -                | -                  | -                      |

### Títulos de Copa por equipo
Listado de copas integradas al campeonato, que se disputaban de manera oficial y paralela al Campeonato Uruguayo.
| Equipo                              | Títulos | CC | CdH | TC | TdH | TC | CNA | TR | TdC | LM | TP | CdH | CI | SAO | SU | CU |
| ----------------------------------- | ------- | -- | --- | -- | --- | -- | --- | -- | --- | -- | -- | --- | -- | --- | -- | -- |
| Nacional                            | 53      | 7  | 7   | 10 | 15  | 7  | 2   | -  | -   | 3  | -  | -   | -  | -   | 2  | -  |
| Peñarol                             | 40      | 6  | 4   | 11 | 11  | 5  | -   | -  | -   | 1  | -  | -   | -  | -   | 2  | -  |
| Montevideo Wanderers                | 10      | 5  | 2   | 2  | 1   | -  | -   | -  | -   | -  | -  | -   | -  | -   | -  | -  |
| Rampla Juniors                      | 4       | -  | -   | 2  | -   | 1  | -   | -  | 1   | -  | -  | -   | -  | -   | -  | -  |
| Defensor Sporting                   | 3       | -  | -   | -  | -   | 1  | 1   | -  | -   | -  | -  | -   | -  | -   | -  | 1  |
| Liverpool                           | 3       | -  | -   | -  | -   | -  | -   | 1  | -   | -  | -  | -   | -  | -   | 2  | -  |
| Danubio                             | 2       | -  | -   | 1  | -   | -  | -   | -  | -   | -  | -  | 1   | -  | -   | -  | -  |
| River Plate                         | 2       | -  | -   | -  | -   | -  | -   | -  | -   | -  | 1  | -   | 1  | -   | -  | -  |
| River Plate FC                      | 1       | -  | 1   | -  | -   | -  | -   | -  | -   | -  | -  | -   | -  | -   | -  | -  |
| Universal                           | 1       | -  | 1   | -  | -   | -  | -   | -  | -   | -  | -  | -   | -  | -   | -  | -  |
| Central Español                     | 1       | -  | -   | 1  | -   | -  | -   | -  | -   | -  | -  | -   | -  | -   | -  | -  |
| Progreso                            | 1       | -  | -   | 1  | -   | -  | -   | -  | -   | -  | -  | -   | -  | -   | -  | -  |
| Miramar Misiones                    | 1       | -  | -   | -  | -   | -  | -   | -  | -   | -  | -  | -   | -  | 1   | -  | -  |
| Central (San José) (afiliado a OFI) | 1       | -  | -   | -  | -   | -  | -   | -  | -   | -  | -  | -   | -  | 1   | -  | -  |

## Fútbol femenino
La siguiente es una lista de los equipos que disputan los campeonatos oficiales en sus respectivas categorías durante la Temporada 2022.
| Atenas (Maldonado)                |
| Defensor Sporting (Montevideo)    |
| Fénix (Montevideo)                |
| Liverpool (Montevideo)            |
| Montevideo Wanderers (Montevideo) |
| Nacional (Montevideo)             |
| Náutico (Montevideo)              |
| Peñarol (Montevideo)              |
| River Plate (Montevideo)          |

| Boston River (Montevideo)           |
| Canadian (Montevideo)               |
| Danubio (Montevideo)                |
| Juventud (Canelones)                |
| Montevideo City Torque (Montevideo) |
| \|Plaza Colonia (Colonia)           |
| Racing (Montevideo)                 |
| Rampla Juniors (Montevideo)         |
| S.J. Rentistas (Montevideo)         |

| Cerrito (Montevideo)          |
| Cerro (Montevideo)            |
| Huracán Buceo (Montevideo)    |
| Keguay (Canelones)            |
| La Luz (Montevideo)           |
| Paso de la Arena (Montevideo) |
| UdelaR (Montevideo)           |

### Títulos de Liga por equipo
| Equipo               | Departamento | Campeón | Subcampeón | Años de los campeonatos                              |
| -------------------- | ------------ | ------- | ---------- | ---------------------------------------------------- |
| Rampla Juniors       | Montevideo   | 9       | 4          | 1998, 1999, 2001, 2002, 2003, 2004, 2005, 2006, 2008 |
| Nacional             | Montevideo   | 7       | 11         | 1997, 2000, 2010, 2011, 2020, 2022, 2024             |
| Peñarol              | Montevideo   | 4       | 3          | 2017, 2018, 2019, 2023                               |
| Colón                | Montevideo   | 4       | 2          | 2013, 2014, 2015, 2016                               |
| River Plate          | Montevideo   | 2       | 2          | 2007, 2009                                           |
| Cerro                | Montevideo   | 1       | 1          | 2012                                                 |
| Defensor Sporting    | Montevideo   | 1       | 0          | 2021                                                 |
| Huracán              | Montevideo   | -       | 2          |                                                      |
| Montevideo Wanderers | Montevideo   | -       | 2          |                                                      |
| INAU                 | Montevideo   | -       | 1          |                                                      |

## Palmarés

### Selecciones masculinas

#### Absoluta
| Competición                       | Campeón                                                                                        | Subcampeón                              | Tercer puesto                                             |
| --------------------------------- | ---------------------------------------------------------------------------------------------- | --------------------------------------- | --------------------------------------------------------- |
| Copa Mundial de Fútbol            | 2 (1930 y 1950)                                                                                | -                                       | -                                                         |
| Copa América                      | 15 (1916, 1917, 1920, 1923, 1924, 1926, 1935, 1942, 1956, 1959, 1967, 1983, 1987, 1995 y 2011) | 6 (1919, 1927, 1939, 1941, 1989 y 1999) | 9 (1921, 1922, 1929, 1937, 1947, 1953, 1957, 1975 y 2004) |
| Torneo Olímpico de Fútbol         | 2 (1924 y 1928)                                                                                | -                                       | -                                                         |
| Copa Artemio Franchi              | -                                                                                              | 1 (1985)                                | -                                                         |
| Campeonato Panamericano de Fútbol | -                                                                                              | -                                       | 1 (1952)                                                  |

#### Olímpica
| Competición               | Campeón | Subcampeón | Tercer puesto               |
| ------------------------- | ------- | ---------- | --------------------------- |
| Torneo Olímpico de Fútbol | -       | -          | -                           |
| Torneo Preolímpico        | -       | 1 (1976)   | 4 (1968, 1992, 1996 y 2020) |

#### Sub-22
| Competición          | Campeón         | Subcampeón | Tercer puesto |
| -------------------- | --------------- | ---------- | ------------- |
| Juegos Panamericanos | 2 (1983 y 2015) | -          | 1 (2011)      |

#### Sub-20
| Competición                    | Campeón                                             | Subcampeón                                    | Tercer puesto                           |
| ------------------------------ | --------------------------------------------------- | --------------------------------------------- | --------------------------------------- |
| Copa Mundial de Fútbol Sub-20  | 1 (2023)                                            | 2 (1997 y 2013)                               | 1 (1979)                                |
| Campeonato Sudamericano Sub-20 | 8 (1954, 1958, 1964, 1975, 1977, 1979, 1981 y 2017) | 7 (1971, 1974, 1983, 1992, 1999, 2011 y 2023) | 6 (1991, 2007, 2009, 2013, 2015 y 2019) |

#### Sub-17
| Competición                    | Campeón | Subcampeón            | Tercer puesto         |
| ------------------------------ | ------- | --------------------- | --------------------- |
| Copa Mundial de Fútbol Sub-17  | -       | 1 (2011)              | -                     |
| Campeonato Sudamericano Sub-17 | -       | 3 (1991, 2005 y 2011) | 3 (1995, 1999 y 2009) |

#### Sub-15
| Competición                    | Campeón | Subcampeón      | Tercer puesto |
| ------------------------------ | ------- | --------------- | ------------- |
| Campeonato Sudamericano Sub-15 | -       | 2 (2007 y 2015) | -             |

#### Fútbol Sala
| Competición                         | Campeón | Subcampeón      | Tercer puesto         |
| ----------------------------------- | ------- | --------------- | --------------------- |
| Copa Mundial de Fútbol Sala         | -       | -               | -                     |
| Copa América de Fútbol Sala         | -       | 2 (1996 y 2008) | 3 (1995, 1998 y 2000) |
| Copa Confederaciones de Fútbol Sala | -       | 1 (2009)        | -                     |

#### Fútbol Playa
| Competición                             | Campeón | Subcampeón                  | Tercer puesto |
| --------------------------------------- | ------- | --------------------------- | ------------- |
| Copa Mundial de Fútbol Playa            | -       | 1 (2006)                    | 1 (2007)      |
| Campeonato Sudamericano de Fútbol Playa | -       | 4 (2006, 2009, 2019 y 2021) | 1 (2008)      |

### Selecciones femeninas

#### Absoluta
| Competición                     | Campeón | Subcampeón | Tercer puesto |
| ------------------------------- | ------- | ---------- | ------------- |
| Copa Mundial Femenina de Fútbol | -       | -          | -             |
| Copa América Femenina           | -       | -          | 1 (2006)      |
| Torneo Olímpico de Fútbol       | -       | -          | -             |
| Juegos Panamericanos            | -       | -          | -             |

#### Sub-20
| Competición                                       | Campeón | Subcampeón | Tercer puesto |
| ------------------------------------------------- | ------- | ---------- | ------------- |
| Copa Mundial Femenina de Fútbol Sub-20            |         |            |               |
| Campeonato Sudamericano Femenino de Fútbol Sub-20 |         |            | 1 (2022)      |

#### Sub-17
| Competición                                       | Campeón | Subcampeón | Tercer puesto |
| ------------------------------------------------- | ------- | ---------- | ------------- |
| Copa Mundial Femenina de Fútbol Sub-17            |         |            |               |
| Campeonato Sudamericano Femenino de Fútbol Sub-17 |         | 1 (2012)   | 1 (2018)      |

### Clubes

#### Fútbol masculino
| Competición                               | Títulos | Año                                             |
| ----------------------------------------- | ------- | ----------------------------------------------- |
| Copa Libertadores de América              | 8       | 1960, 1961, 1966, 1971, 1980, 1982, 1987, 1988. |
| Copa Intercontinental                     | 6       | 1961, 1966, 1971, 1980, 1982, 1988.             |
| Copa Interamericana                       | 2       | 1972, 1989.                                     |
| Supercopa de Campeones Intercontinentales | 1       | 1969.                                           |
| Recopa Sudamericana                       | 1       | 1989.                                           |
| Copa Libertadores Sub-20                  | 2       | 2018, 2022.                                     |

| Competición            | Títulos | Año                                                   |
| ---------------------- | ------- | ----------------------------------------------------- |
| Copa Aldao             | 4       | 1916, 1919, 1920, 1928.                               |
| Cup Tie Competition    | 6       | 1911, 1913, 1915, 1916, 1917, 1918.                   |
| Copa de Honor Cusenier | 9       | 1905, 1908, 1909, 1911, 1912, 1915, 1916, 1917, 1918. |

#### Fútbol sala
| Competición                 | Títulos | Año  |
| --------------------------- | ------- | ---- |
| Copa Libertadores de Futsal | 1       | 2025 |

## Selecciones
- Selección de fútbol de Uruguay
- Selección de fútbol sub-15 de Uruguay
- Selección de fútbol sub-17 de Uruguay
- Selección de fútbol sub-20 de Uruguay
- Selección de fútbol sub-23 de Uruguay
- Selección de fútbol playa de Uruguay
- Selección femenina de fútbol de Uruguay